# Instagram
Instagram (ofte forkortet Insta, IG eller the Gram), officielt Instagram, LLC,  også kendt som Instagram, Inc. er en amerikansk foto- og video-delingsbaseret social-netværkstjeneste ejet af Meta Platforms, Inc. og grundlagt af Kevin Systrom og Mike Krieger i 2010. 
Appens brugere kan uploade medier som kan tilpasses/ændres vha. social mediers filtre, blive organisert efter hashtags, og blive tilknyttet lokationer via geografisk tagging. Brugernes opslag kan deles offentligt eller kun til godkendte private følgere. Brugerne kan se andre brugeres opslag og indhold gennem tags og lokationer, se populært indhold, "synes godt om" eller "like" og kommentere på fotos og følge andre brugere, hvis indhold og opslag udgør brugerens personlige feed.  Appen produceres og opereres af Meta og centrerer sig om at brugerne uploader fotos og videoer for at opnå social networking, og er tilgængelig på iOS, Android, Windows 10 og internettet.
Instagram blev lanceret og var som start kendetegnet ved at tillade fotos i kvadratisk form (1:1) og 640 pixels, svarende Polaroid-billeder, som matchede display-skærmen på de tidlige iPhones-modeller. Dette stod i modsætning til billedformaterne 4:3 og 16:9, der typisk blev anvendt af mobile kameraer. I 2015 blev dette format dog lempet, og billeder med op til 1080 pixels blev tilladt. Ved samme opdatering, blev der også tilføjet et internt beskedssystem, muligheden for at uploade flere billeder eller videoer i samme opslag, samt en "Stories"-funktion ("Historie"-funktion), som skulle udfordre Instagrams daværende største konkurrent, Snapchat, hvor brugere kunne poste deres indhold i et på hinanden følgende separat feed med hvert opslag kun tilgængeligt i 24 timer. I januar 2019 blev Stories-funktionen brugt af 500 millioner brugere dagligt.

Ved lanceringen i oktober 2010 blev Instagram hurtigt meget populær med en million brugere efter de første to måneder, 10 millioner det første år og i juni 2018 passerede appen mere end en milliard brugere. I april 2012 opkøbte Facebook Inc. appen for omkring 1 mia. dollar i likvider og aktier. I oktober 2015 var over 40 milliarder fotos blevet uploadet til appen. Til trods for at appen ofte anerkendes for dens succes og påvirkning i social kulturen, har Instagram også modtaget kritik for den negative påvirkning den har på brugernes og især unges mentale helbred, dens politik, brugerflade-ændringer, dets påståede censursystem, og ulovlige og upassende indhold, der lægges op af brugerne.

## Kritik af instagram

### Mental sundhed
I 2021 offentliggjorde Frances Haugen en tidliger ansat hos Meta en lang række interne dokumenter kendt som The Facebook Files deriblandt var der slides som afslørede at Instagrams interne forskning viser at appen kan forsage en lang række mentale problemer, særligt for unge piger som bruger appen.
En rapport udarbejdet af Nordisk ministerråd fandt at øget brug af Instagram sænker livskvaliteten for unge I alderen 14 til 19 år